# Wolio jezik
Wolio jezik (baubau; ISO 639-3: wlo), jezik naroda Wolio, Baubau, Buton ili Butung, kojim govori oko 65 000 ljudi (2005 SIL) na indonezijskim otocima Buton, Muna i Kabaena u provinciji Sulawesi, i nešto u susjednom dijelu Malezije (Sabah). Preci su im u 15. stoljeću došli iz Johora, Malezija, i osnovali butonsku dinastiju.
Pripada celebeskoj podskupini jezika wolio-kamaru, široj skupini wotu-wolio. Piše se arapskim pismom, Značajan u trgovimi; regionalno službeni jezik.

## Vanjske poveznice
- Ethnologue (14th)
- Ethnologue (15th)